# Курумблис, Панайотис
Панайотис Kурумблис (греч. Παναγιώτης Κουρουμπλής; род. 2 октября 1951) — греческий политик левого толка. Первый незрячий депутат греческого парламента и министр (с 27 января 2015 года — министр здравоохранения и социальной солидарности в первом кабинете Ципраса, с 23 сентября 2015 года — министр внутренних дел и административной перестройки во втором кабинете Ципраса). Представлял Всегреческое социалистическое движение (ПАСОК), Унитарное движение (затем Унитарный фронт) и Коалицию радикальных левых (СИРИЗА).

## Молодость
Потеряв зрение в возрасте 10 лет от взрыва немецкой ручной гранаты, оставшейся от Второй мировой войны, Kурумблис принял участие в ряде студенческих и народных движений, и в конечном итоге стал лидером «социального восстания» слепых. Он является одним из основателей Всемирного союза слепых и работал в более общей сфере защиты детей, ухода за пожилыми людьми и людьми с ограниченными возможностями.

## Политическая карьера
В 1996 году Kурумблис стал первым слепым членом парламента Греции, был переизбран в 2000 году и затем в 2009 году. В 2011 году он покинул Всегреческое социалистическое движение (ПАСОК) из-за несогласия с принятием им неолиберальной политики «жёсткой экономии». Он основал недолговечный левый откол от ПАСОК, Унитарное движение, впоследствии переименованное в Унитарный фронт и в 2013 году влившееся в СИРИЗА.
После победы СИРИЗА на парламентских выборах января 2015 года был назначен министром здравоохранения и социальной солидарности, став первым в истории Греции человеком с ограниченными возможностями, получившим правительственный пост.